# Ielétskoie
Ielétskoie - Елецкое (rus) - és un poble de l'óblast de Bélgorod, a Rússia. El 2010 tenia 47 habitants. Pertany al districte (raion) de Novi Oskol.